# 羽豆幸子
羽豆 幸子（はず ゆきこ、11月7日 - ）は、日本の女性声優、舞台女優。兵庫県出身。

## 略歴
オフィス薫付属声優養成所卒業生。
かつてはみかんピープル、オフィス薫に所属していた。

## 人物
音域はソプラノ〜アルト。方言は関西弁。
趣味は観劇、創作料理、散歩。

## 出演

### テレビアニメ
- 超ぽじてぃぶ! ファイターズ（2004年、韋駄天くん、鉄壁くん、DAI、しーちゃん、ソなだ、小太郎、小次郎、小吾郎、ヒトミ、フタバ、鷲魔人、巨峰、巨乳）
- ドラえもん（テレビ朝日版第1期）（2004年、少年C[要出典]）
- 史上最強の弟子ケンイチ（2006年、悪ガキ）
- ドラえもん（テレビ朝日版第2期）（2006年、子供B[要出典]）
- 内閣権力犯罪強制取締官 財前丈太郎（2006年、望月美帆）

### 吹き替え
- アグリー・ベティ
- ウェイバリー通りのウィザードたち（ハーパー・フィンケル）
- ウェイバリー通りのウィザードたち ザ・ムービー（ハーパー・フィンケル）
- 気分はぐるぐる
- ダッドナップ パパ誘拐計画
- ハリエットはティーン・スパイ（ハリエット）